# Lithacodia alba
Lithacodia alba är en fjärilsart som beskrevs av Emilio Berio 1964. Lithacodia alba ingår i släktet Lithacodia och familjen nattflyn. Inga underarter finns listade i Catalogue of Life.